# Kumachisi
Kumachisi (Komechesi, Kometsicsi, Kumachesi), jedno od dva plemena Chukchansi Yokutsa, uže grupe Poso Creek, nastanjeno na White River u Kaliforniji. 
Glavna sela bila su im Hoschiu i Kelsiu. Kumachisi su 1856. s plemenima Koyeti, Yaudanchi, Chunut, Yokod, Gawia, Wükchamni, Bankalachi i Yowlumne ili Yauelmani, smješteni na rezervat Tule River gdje je cjelokupna populacija 1864. iznosila oko 800.

## Vanjske poveznice
- Hodge